# Merocoremia monnei
Merocoremia monnei är en skalbaggsart som beskrevs av Elineide E. Marques 1994. Merocoremia monnei ingår i släktet Merocoremia och familjen långhorningar. Inga underarter finns listade i Catalogue of Life.